# Dual de Hodge
En matemáticas, el operador estrella de Hodge en el espacio vectorial V es un operador lineal en el álgebra exterior de V, intercambiando los subespacios de k-vectores y el de n−k-vectores donde n = dim V, para 0 ≤ k ≤ n.

## Definición
Informalmente se define "repartiéndose la forma volumen" ω, pensada como n vectores estándar de base multiplicados exteriormente de modo que:

{\displaystyle \alpha \wedge \;*\;\alpha =\omega }

Salvo signo, siempre que α es un producto exterior de algunos vectores estándar de base. Dada una medida sobre una variedad n dimensional expresable como una n-forma μ (no todas las medidas son de esta forma, por ejemplo, la "función" delta de Dirac), el dual de Hodge de la p-forma A se define como la contracción {\displaystyle \langle {\bar {\mu }},\mathbf {A} \rangle } donde {\displaystyle {\bar {\mu }}} es el n-vector dual. Ver convención de signo. 

### Definición formal
Formalmente en una variedad de riemanniana o pseudoriemanniana de dimensión n debemos definir el dual de Hodge de una p-forma {\displaystyle \beta \,} como la (n-p)-forma {\displaystyle *\beta \,} tal que:

{\displaystyle \forall \alpha :\alpha \wedge *\beta =\langle \alpha ,\beta \rangle \omega }

con {\displaystyle \langle \alpha |\beta \rangle } el producto escalar de las formas y

{\displaystyle \omega =\varepsilon {\sqrt {|g|}}dx^{1}\land ...\land dx^{n}}

es la n-forma de volumen, siendo g el determinante del tensor métrico y ε = sgn(g). De aquí la relación:

{\displaystyle \;**\;\alpha =(-1)^{k(n-k)}\varepsilon \alpha }

en particular ε = 1 en una variedad de Riemann y ε=-1 en una variedad Lorentz-Minkowski {\displaystyle (n-1,1)\;}.

## Usos en física

### Espacio euclídeo dotado de producto vectorial
Un ejemplo común del operador estrella es el espacio euclídeo tridimensional dotado de la métrica ordinaria. De hecho, el producto vectorial no es otra cosa que el dual de Hodge del producto exterior de dos formas diferenciales construidas a partir de los vectores. Formalmente el producto vectorial resulta ser:

{\displaystyle {\vec {a}}\times {\vec {b}}=*(\phi _{\vec {a}}\wedge \phi _{\vec {b}})}

Para explicar esa construcción necesitamos introducir el isomorfismo entre vectores del espacio tridimensional y 1-formas del mismo espacio:

{\displaystyle {\vec {a}}=(a_{x},a_{y},a_{z})\mapsto \phi _{\vec {a}}=a_{x}dx+a_{y}dy+a_{z}dz}

Ahora conviene notar que en tres dimensiones el dual de una 1-forma es una 2-forma antisimétrica, y el dual de una 2-forma es una 1-forma. Eso permite construir otro isomorfismo entre 1-formas y 2-formas, precisamente este isomorfismo es el dual de Hodge. Para aclarar cómo funciona ese isomorfismo, se interpretan las 2-formas como matrices antisimétricas de 3x3 del siguiente modo:

{\displaystyle \mathbf {F} =F_{ij}dx^{i}\otimes dx^{j}\mapsto {\begin{bmatrix}0&+F_{12}&-F_{13}\\-F_{21}&0&+F_{23}\\+F_{31}&-F_{32}&0\end{bmatrix}}}

Podemos ver que esa matriz tiene solo tres componentes independientes que pueden ser interpretadas como un vector dado por el operador dual de Hodge:

{\displaystyle \mathbf {F} \mapsto *\mathbf {F} =F_{23}dx+F_{31}dy+F_{12}dz}

Es decir, en el espacio euclídeo tridimensional, hay una correspondencia entre los vectores y las matrices antisimétricas 3x3. Al repasar los pasos:
1. Todo vector del espacio euclídeo tridimensional con la métrica ordinaria puede ser interpretado de manera natural como una 1-forma de dicho espacio.
2. El producto de dos 1-formas es una 2-forma, que en el espacio euclídeo tridimensional puede hacerse corresponder con un vector, gracias al isomorfismo asociado al operador dual de Hodge.
3. El producto vectorial no es otra cosa un vector axial dado por el dual de Hodge del producto exterior de las dos 1-formas asociadas naturalmente a los dos vectores de los que se partía.

- Además, para toda 1-forma en {\displaystyle \mathbb {R} ^{3}} se cumple que **α = α.
- Otro punto interesante relacionado con la física es que todo vector axial es en realidad el dual de Hodge de una matriz antisimétrica. De hecho, cuando se construyen magnitudes relativistas asociadas a las cantidades newtonianas, puesto que el espacio de la teoría de la relatividad es cuatridimensional, el isomorfismo entre 1-formas y 2-formas desaparece. Eso implica que los vectores axiales de la mecánica newtoniana deben ser tratados como parte de tensores antisimétricos en la teoría de la relatividad.

### Espacio de Minkowski
Otra aplicación fundamental del operador dual de Hodge en física aparece en el espacio de Minkowski de la teoría de la relatividad especial. Dada la dimensión n = 4 del espacio de Minkoski y dada la métrica, existe un isomorfismo fundamental entre:
- 0-formas y 4-formas
- 1-formas y 3-formas
- 2-formas y 2-formas (endomorfismo)

Además, resulta para toda 2-forma la siguiente relación fundamental:

{\displaystyle **F=-F\,}
Esa relación puede usarse para formular muy escuetamente las ecuaciones de Maxwell del electromagnetismo, teniendo en cuenta que el campo electromagnético vienen dado por una 2-forma o tensor antisimétrico, que en componentes cartesianas es:

{\displaystyle \mathbf {F} ={\begin{bmatrix}0&E_{x}/c&E_{y}/c&E_{z}/c\\-E_{x}/c&0&B_{z}&-B_{y}\\-E_{y}/c&-B_{z}&0&B_{x}\\-E_{z}/c&B_{y}&-B_{x}&0\end{bmatrix}}\qquad *\mathbf {F} ={\begin{bmatrix}0&B_{x}&B_{y}&B_{z}\\-B_{x}&0&E_{z}/c&-E_{y}/c\\-B_{y}&-E_{z}/c&0&E_{x}/c\\-B_{z}&E_{y}/c&-E_{x}/c&0\end{bmatrix}}\qquad }
Las ecuaciones de Maxwell pueden escribirse en términos de la 2-forma del campo electromagnético y operador dual de Hodge tan sencillamente como (sistema cgs):

{\displaystyle d\mathbf {F} =0\qquad *d(*\mathbf {F} )={\frac {4\pi }{c}}\mathbf {J} }

Donde {\displaystyle \mathbf {J} } es la 1-forma naturalmente asociada al cuadrivector densidad de corriente.